# Pueblo of Sandia Village, New Mexico
Pueblo of Sandia Village, New Mexico (енгл. Pueblo of Sandia Village) насељено је место без административног статуса у америчкој савезној држави Њу Мексико.

## Демографија
По попису из 2010. године број становника је 369, што је 25 (7,3%) становника више него 2000. године.
| Група             | 2000.     | 2010.      |
| Белци             | 7 (2,0%)  | 3 (0,8%)   |
| Афроамериканци    | 1 (0,3%)  | 1 (0,3%)   |
| Азијати           | 0 (0,0%)  | 0 (0,0%)   |
| Хиспаноамериканци | 14 (4,1%) | 42 (11,4%) |
| Укупно            | 344       | 369        |